# Galeatus
Galeatus is een geslacht van wantsen uit de familie netwantsen (Tingidae). Het geslacht werd voor het eerst wetenschappelijk beschreven door Curtis in 1833 .

## Soorten
Het genus bevat de volgende soorten:

- Galeatus affinis (Herrich-Schaeffer, 1835)
- Galeatus armatus Takeya, 1931
- Galeatus cellularis Jakovlev, 1884
- Galeatus clara Drake, 1948
- Galeatus decorus Jakovlev, 1880
- Galeatus helianthi Önder, 1978
- Galeatus inermis (Jakovlev, 1876)
- Galeatus maculatus (Herrich-Schaeffer, 1835)
- Galeatus major Puton, 1886
- Galeatus pardus Golub, 1974
- Galeatus regius Golub, 1974
- Galeatus scitulus Drake & Maa, 1953
- Galeatus scrophicus Saunders, 1876
- Galeatus sinuatus (Herrich-Schaeffer, 1838)
- Galeatus spinifrons (Fallén, 1807)
- Galeatus trevius Li and Zheng, 2006
- Galeatus vitreus Golub, 1974